# Valentin Nikouline
Pour les articles homonymes, voir Nikouline.
Valentin Iourievich Nikouline (en russe : Валенти́н Ю́рьевич Нику́лин), né le 7 juillet 1932 à Moscou et mort le 6 août 2005 dans la même ville, est un acteur soviétique, israélien, puis russe de théâtre et de cinéma. 

## Biographie
Valentin Nikouline est le fils du dramaturge Iouri Nikouline (1907-1958), et d'Eugenie Bruck (1909-1982) - une pianiste. Ses parents se séparent lorsqu'il a cinq ans.
Diplômé de la faculté juridique de l'Université d'État de Moscou en 1957, puis, de l'École-studio du Théâtre d'Art académique de Moscou en 1960, il devient la même année acteur du théâtre Sovremennik.
Il tient son premier rôle au cinéma en 1961, sous la direction d'Anatoli Efros, dans le film Année bissextile adapté du roman de Vera Panova Les Saisons (1953). Sa carrière cinématographique compte plus de quatre-vingt films. Il prête également sa voix aux personnages des dessins animés. 
En 1991, il émigre en Israël. Il se produit au Gesher Theater de Tel Aviv-Jaffa fondé par Yevgeny Aryeh. Il revient en Russie en 1998.
Mort d'un cancer le 6 août 2005, Valentin Nikouline est enterré au cimetière Donskoï.

## Distinctions
- Artiste émérite de la RSFSR (1981)
- Artiste du peuple de la RSFSR (1990)

## Filmographie
- 1961 : Année bissextile (Високосный год) d'Anatoli Efros : Andrey
- 1962 : Neuf jours d'une année (Девять дней одного года) de Mikhaïl Romm : invité au mariage
- 1965 : Les Aventures d'un dentiste (Похождения зубного врача)  de Elem Klimov : patient
- 1965 : Pont en construction (Строится мост) de  Oleg Efremov : Katchanov
- 1966 : Les Trois Gros (Три толстяка) d'Alexeï Batalov : Dr Gaspard Arneri
- 1966 : Douchetchka (Душечка) de Sergueï Kolossov : Vladimir Platonovitch, vétérinaire
- 1968 : Aimer (Любить...) de Mikhaïl Kalik et Inna Toumanian : invité
- 1969 : Les Frères Karamazov (Братья Карамазовы) d'Ivan Pyryev, Kirill Lavrov, et Mikhail Ulyanov : Smerdyakov
- 1979 : L'Homme change de peau (Человек меняет кожу, Tchelovek meniaet kozhu) de Boris Kimiagarov : Nemirovski
- 1979 : Les Bonnes Gens (Добряки) de Karen Chakhnazarov : Orest
- 1984 : Le Capitaine Fracasse (Капитан Фракасс) de Vladimir Saveliev : cardinal de Richelieu
- 1987 : Les Rendez-vous du minotaure d'Eldor Ourazbaïev : Andrea Guarneri
- 1988 : Tragédie dans le style rock (Трагедия в стиле рок) de Savva Kouliche : ami de Dmitri
- 1999 : Autour de Yana (Ha-Chaverim Shel Yana) de Arik Kaplun : voisin